# Crataegus beadlei
Crataegus beadlei är en rosväxtart som beskrevs av William Willard Ashe. Crataegus beadlei ingår i hagtornssläktet som ingår i familjen rosväxter. Inga underarter finns listade i Catalogue of Life.